# Hellmayrea gularis
El pijuí paramero (Hellmayrea gularis) también denominado chamicero o rastrojero cejiblanco (en Colombia), colaespina cejiblanca (en Ecuador), güitío paramero (en Venezuela) o cola-espina de ceja blanca (en Perú), es una especie de ave paseriforme, la única perteneciente al género monotípico Hellmayrea de la familia Furnariidae. Es nativa de la región andina del noroeste y oeste de Sudamérica.

## Descripción
Mide entre 13  y 13,5 cm. Pequeño y de cola corta, en Colombia y Ecuador es pardo rufo por arriba, cola mayormente rufa, con lista superciliar, lorum y garganta blancos; por abajo es pardo amarillento. En Venezuela es más grisáceo por abajo. En Perú es más brillante y más canela por arriba.

## Distribución y hábitat
Se distribuye desde el noreste de Colombia y noroeste de Venezuela, hacia el sur de forma disjunta a lo largo de los Andes, por Ecuador, hasta el centro de Perú.
Su hábitat natural es el sotobosque de bosques de alta montaña, entre los 2400 y 3700 m de altitud.

## Comportamiento
Es encontrado solitario o en pares, generalmente separado de bandadas mixtas y usualmente inconspícuo.

### Alimentación
Se alimenta de artrópodos que captura revolviendo hojas muertas y musgo.

### Vocalización
El canto es una serie de notas altas y finas, como una Cranioleuca, terminando en un trinado, por ejemplo: «chyit-chit-chit-chit-chi-chi-chichichichichichi».

## Sistemática

### Descripción original
La especie H. gularis fue descrita por primera vez por el naturalista francés Frédéric de Lafresnaye en 1843 bajo el nombre científico Sinnalaxis [error] gularis; la localidad tipo es: «Bogotá, Colombia».
El género exclusivo Hellmayrea fue propuesto por el ornitólogo polaco Jean Stanislaus Stolzmann en 1926.

### Etimología
El nombre genérico femenino «Hellmayrea» conmemora al ornitólogo austríaco Carl Eduard Hellmayr (1878–1944); y el nombre de la especie «gularis», proviene del moderno latín: relativo a la garganta.

### Taxonomía
Previamente colocada en el género Synallaxis, pero difieren en vocalización y comportamiento alimentar; los estudios filogenéticos recientes encontraron que es pariente cercana al género Asthenes. La validez de la subespecie cinereiventris merece investigación, ya que individuos de apariencia similar han sido reportados cerca de locales de la subespecie nominal en Cundinamarca (Colombia). Las subespecies propuestas rufipectus (Andes centrales de Colombia), descrita como más rufa por arriba y por abajo, y pichinchae (Andes de Ecuador), dicha diferente por ser más pálida por abajo y más oscura por arriba, son consideradas indistinguibles de la nominal. Los análisis comparativos de la divergencia de las poblaciones en el este de los Andes sugieren la presencia de por lo menos dos linajes fenotípica y genéticamente divergentes; son necesarios más estudios.

### Subespecies
Según las clasificaciones del Congreso Ornitológico Internacional (IOC) y Clements Checklist v.2018, se reconocen cuatro subespecies, con su correspondiente distribución geográfica:
- Hellmayrea gularis gularis (Lafresnaye, 1843) – Andes del oeste de Venezuela (sur de Táchira), Colombia (las tres cadenas), Ecuador y norte de Perú (Cajamarca).
- Hellmayrea gularis brunneidorsalis Phelps, Sr. & Phelps, Jr., 1953 – noreste de Colombia y noroeste de Venezuela (Serranía del Perijá).
- Hellmayrea gularis cinereiventris (Chapman, 1912) – Andes del oeste de Venezuela (Trujillo al sur hasta el norte de Táchira).
- Hellmayrea gularis rufiventris (Berlepsch & Stolzmann, 1896) – Andes del norte y centro de Perú (Amazonas al sur hasta el norte de Ayacucho).